# این آمریکاست (ترانه)
«این آمریکاست» (به انگلیسی: This Is America) ترانه‌ای از هنرمند اهل ایالات متحده آمریکا چایلدیش گامبینو است که به وضعیت سیاه‌پوستان و مصرف‌گرایی در آمریکا اعتراض می‌کند و در ۵ مه ۲۰۱۸ منتشر شد. این آهنگ با دریافت جایزه گرمی بهترین آهنگ سال ۲۰۱۹ نخستین آهنگ رپی شد که برنده این جایزه معتبر جهانی می‌شود.

## سازندگان
- دونالد گلاور – خواننده اصلی، تهیه‌کننده، ترانه‌سرا
- Ludwig Göransson – تهیه‌کننده، ترانه‌سرا، مهندسی ضبط
- Derek "MixedByAli" Ali - مهندسی تدوین
- Mike Bozzi – مهندس اصلی
- Quavo – خواننده پس‌زمینه
- Young Thug – خواننده پس‌زمینه
- 21 Savage – خواننده پس‌زمینه
- ری شرومرد – خواننده پس‌زمینه
- BlocBoy JB – خواننده پس‌زمینه
- Alex Tumay – مهندسی ضبط
- Riley Mackin – مهندسی ضبط
- Kesha "K.Lee" Lee – مهندسی ضبط

## فروش
| چارت (۲۰۱۸)                                         | بهترین موقعیت |
| --------------------------------------------------- | ------------- |
| استرالیا (ای‌آرآی‌ای)                                 | ۱             |
| اتریش (او۳ تاپ ۴۰ اتریش)                            | ۲۰            |
| بلژیک (اولتراتاپ ۵۰ فلاندرز)                        | ۳۷            |
| بلژیک (اولتراتیپ والونی)                            | ۱۰            |
| کانادا (۱۰۰ تک‌آهنگ داغ کانادا)                      | ۱             |
| ۸                                                   |               |
| دانمارک (Tracklisten)                               | ۱۳            |
| فرانسه (اس‌ان‌ئی‌پی)                                   | ۱۹            |
| ۳۹                                                  |               |
| ایرلند (IRMA)                                       | ۲             |
| ژاپن (Japan Hot 100)                                | ۶۷            |
| ایتالیا (FIMI)                                      | ۴۹            |
| ۲۱                                                  |               |
| ۱۹                                                  |               |
| نیوزلند (انجمن صنعت ضبط نیوزیلند)                   | ۱             |
| نروژ (VG-lista)                                     | ۱۰            |
| پرتغال (ای‌اف‌پی)                                     | ۱۳            |
| اسکاتلند (اوسی‌سی)                                   | ۱۱            |
| ۳                                                   |               |
| اسپانیا (سازنده‌های موسیقی اسپانیا)                  | ۴۶            |
| سوئد (Sverigetopplistan)                            | ۹             |
| سوئیس (شوایزر هیت‌پاراد)                             | ۱۶            |
| تک‌آهنگ‌های بریتانیا (اوسی‌سی)                         | ۶             |
| بیلبورد هات ۱۰۰ ایالات متحده                        | ۱             |
| ترانه‌های داغ آراندبی/هیپ-هاپ ایالات متحده (بیلبورد) | ۱             |

## جایزه‌ها
| سال  | برگزارکننده | جایزه                              | نتیجه |
| ---- | ----------- | ---------------------------------- | ----- |
| ۲۰۱۹ | جایزه گرمی  | جایزه گرمی ضبط سال                 | برنده |
| ۲۰۱۹ | جایزه گرمی  | جایزه گرمی ترانه سال               | برنده |
| ۲۰۱۹ | جایزه گرمی  | جایزه گرمی بهترین اجرای رپ         | برنده |
| ۲۰۱۹ | جایزه گرمی  | جایزه گرمی بهترین موزیک ویدئوی سال | برنده |